# Татлат-Іст 2
Татлат-Іст 2 (англ. Tatla't East 2) — індіанська резервація в Канаді, у провінції Британська Колумбія, у межах регіонального округу Балклі-Нечако.

## Населення
За даними перепису 2016 року, індіанська резервація нараховувала 5 осіб. Середня густина населення становила 7,1 осіб/км².

## Клімат
Середня річна температура становить 3,4°C, середня максимальна – 17,9°C, а середня мінімальна – -14,7°C. Середня річна кількість опадів – 535 мм.
| Клімат поселення                              | Клімат поселення | Клімат поселення | Клімат поселення | Клімат поселення | Клімат поселення | Клімат поселення | Клімат поселення | Клімат поселення | Клімат поселення | Клімат поселення | Клімат поселення | Клімат поселення | Клімат поселення |
| Показник                                      | Січ.             | Лют.             | Бер.             | Квіт.            | Трав.            | Черв.            | Лип.             | Серп.            | Вер.             | Жовт.            | Лист.            | Груд.            |                  |
| Середній максимум, °C                         | −1,72            | 1,08             | 5,41             | 10,04            | 14,34            | 17,94            | 17,22            | 17,01            | 12,92            | 7,63             | 1,16             | −2,91            |                  |
| Середня температура, °C                       | −8,23            | −5,42            | −1,1             | 3,55             | 7,84             | 11,44            | 13,81            | 13,60            | 9,50             | 4,22             | −2,26            | −6,34            |                  |
| Середній мінімум, °C                          | −14,7            | −11,92           | −7,58            | −2,95            | 1,36             | 4,95             | 10,39            | 10,18            | 6,10             | 0,81             | −5,67            | −9,75            |                  |
| Норма опадів, мм                              | 58               | 35               | 29               | 24               | 35               | 50               | 45               | 41               | 48               | 56               | 58               | 56               |                  |
| Середньомісячна швидкість вітру, м/с          | 1.80             | 1.81             | 1.92             | 2.10             | 2.10             | 2.10             | 2.00             | 1.80             | 1.70             | 1.80             | 1.83             | 1.71             |                  |
| Середньомісячна сонячна радіація, кДж/м²·день | 2315             | 4795             | 9325             | 14303            | 18055            | 19556            | 19185            | 16123            | 10856            | 5706             | 2654             | 1652             |                  |
| --------------------------------------------- | ---------------- | ---------------- | ---------------- | ---------------- | ---------------- | ---------------- | ---------------- | ---------------- | ---------------- | ---------------- | ---------------- | ---------------- | ---------------- |
| Джерело:                                      |                  |                  |                  |                  |                  |                  |                  |                  |                  |                  |                  |                  |                  |